# Orfelia nussbaumi
Orfelia nussbaumi är en tvåvingeart som beskrevs av Chandler 1994. Orfelia nussbaumi ingår i släktet Orfelia och familjen platthornsmyggor.
Artens utbredningsområde är Israel. Inga underarter finns listade i Catalogue of Life.